# Vivara
Vivara est un îlot satellite de Procida, l'une des trois îles principales de la baie de Naples (Les deux autres sont Ischia et Capri).

## Géographie
Elle fait partie des îles Phlégréennes.
Cet îlot (0,4 km2) en forme de croissant se trouve au sud-ouest de l'île de Procida, à laquelle il est relié par un pont.
Depuis 2002, Vivara est intégré à l'aire marine protégée du Royaume de Neptune.

### Article  connexe
- Liste des îles d'Italie